# Arié Mandelbaum
Pour les articles homonymes, voir Mandelbaum.
Arié Mandelbaum est un peintre belge né en 1939. Il vit et travaille entre Bruxelles, New York et Fontenoille.

## Biographie
Fils d’immigrants juifs polonais, Arié Mandelbaum commence à peindre à l’âge de seize ans. Il a étudié à l’Académie royale des beaux-arts de Bruxelles, dans l'atelier de Léon Devos, après avoir passé une année chez Paul Frognier.
Il a fait partie du groupe des aluchromistes belge, actif entre 1961 et 1965.
En 1965, il est lauréat de la Fondation Belge de la Vocation.
De 1966 à 2004, il a enseigné à l’école des arts plastiques et visuels d’Uccle. En 1979, il en devient le directeur.
Depuis 2003, il est également acteur, entre autres dans les spectacles de Claude Schmitz.
Il est le père du peintre Stéphane Mandelbaum, décédé en 1986.
En 2022, le Musée Juif de Belgique lui consacre une importante rétrospective.

## Expositions
- Hugo Godderis Galerij (Furnes), 2006.
- Le temps d'aimer est aussi le temps de l'histoire, Musée juif de Bruxelles, 2012.
- Cendres et vie, Le Vivy (Herbeumont), 2014.
- Variations Kafka, techniques mixtes sur papier, galerie Didier Devillez (Bruxelles), 2014.
- Esperluète (Noville-sur-Mehaigne), 2017.
- site de Montauban-Buzenol (Buzenol), 2019[6].
- Galerie Philippe Guimiot
- L’Usine (Bruxelles)
- Maison de la culture (Namur)
- Musée des beaux-arts (Mons)
- Romy Goldmund Centrum (Anvers)
- Centre d’art contemporain du Sud Luxembourg
- Open Studio (New York)
- Honfleur Gallery (Washington)
- Galerie Concha de Nazelle (Toulouse)
- Librairie Ombres blanches

## Livres illustrés
- Raymond Verbouwens, Spasmes de cristal, tailles-douces d'Arié Mandelbaum, A. Colpin, Bruxelles, 1983.
- Jacques Sojcher, La confusion des visages, dessins d'Arié Mandelbaum, La Différence, 1998 (rééd. Fata Morgana, 2019)[7].
- Jacques Sojcher, L'idée du manque, dessins d'Arié Mandelbaum, Fata Morgana, 2013.
- Maxime Coton, Resplendir, dessins d'Arié Mandelbaum, Esperluète, 2014[8].
- Jacques Sojcher, Joie sans raison, dessins d'Arié Mandelbaum, Fata Morgana, 2020.

## Travaux
- 24 mai 1968, 1968, gouache ? sur carton, Université libre de Bruxelles - Archives, patrimoine, réserve précieuse
- Enfants et fleurs, 2012, 180 x 150 cm, tempera et technique mixte sur papier marouflé sur toile.
- Raymonde, 2008, 180 x 200 cm, techniques mixtes.

## Récompenses
- Lauréat de la Fondation belge de la vocation en 1965[9].

## Films documentaires
- Michel Coupez, Arié Mandelbaum, passé-actuel, 1976.
- Boris Lehman, Portrait du peintre dans son atelier, Bruxelles, Dovfilm, 1985.
- Boris Lehman, Un peintre sous surveillance, Bruxelles, Dovfilm, 2008.